# Томпковиці
Томпковиці (пол. Tąpkowice) — село в Польщі, у гміні Ожаровиці Тарноґурського повіту Сілезького воєводства.
Населення — 997 осіб (2011).
У 1975-1998 роках село належало до Катовицького воєводства.

## Демографія
Демографічна структура станом на 31 березня 2011 року:
|          | Загалом | Допрацездатний вік | Працездатний вік | Постпрацездатний вік |
| -------- | ------- | ------------------ | ---------------- | -------------------- |
| Чоловіки | 486     | 93                 | 315              | 78                   |
| Жінки    | 511     | 86                 | 292              | 133                  |
| Разом    | 997     | 179                | 607              | 211                  |